# Haematopota tenuis
Haematopota tenuis är en tvåvingeart som beskrevs av Austen 1908. Haematopota tenuis ingår i släktet Haematopota och familjen bromsar. Inga underarter finns listade i Catalogue of Life.